# Uwe Ladstädter
Uwe Ladstädter (* 29. Juli 1942 in Lienz) ist ein österreichischer Schriftsteller.

## Leben
Nach einer Ausbildung zum Uhrmacher und Optiker baute er in den 1980er Jahren sein Uhrmachergeschäft zu einem regionalen Kommunikationszentrum aus.

## Wandzeitung
Uwe Ladstädter arbeitet als Kommunikationskünstler mit dem Medium „Wandzeitung“ und spielt in seinen theoretischen Texten immer wieder auf die Wandzeitungskultur der chinesischen Kulturrevolution an, welche Osttirol seiner Ansicht nach zu spät erreicht hat und daher nur noch als Verballhornung empfunden werden kann. Die Wandzeitung dient ihm als Medium der Provinz, worin die Ästhetik einer Homepage mit der Methode des alten Schaukastens konterkariert wird.
Seit 1988 ist daher auf mehreren Schautafeln neben dem Geschäft im Stadtzentrum von Lienz die „Lienzer Wandzeitung“ als fiktionales Info-Ereignis installiert. Darin publizieren Schriftsteller aus dem Bezirk Lienz. Der Zeitschriftenaushang wird für aktuelle Ereignisse wöchentlich, für literarische Texte monatlich gewechselt.

## Werke
- Die Fremden kommen. Drehbuch für den ORF. 1976
- Zwölf mal zwölf. (Hrsg. Uwe Ladstädter). Innsbruck 1998, ISBN 3-7066-2178-9
- Brachland. (Hrsg. Uwe Ladstädter). Innsbruck 2000, ISBN 3-7066-2215-7
- Da und dort. (Hrsg. Uwe Ladstädter). Orts- und Reisebilder der Lienzer Wandzeitung. Innsbruck 2006, ISBN 3-7082-3207-0